# Erik Hagberg (sprinter)

För andra personer med samma namn, se Erik Hagberg.  
Erik Hagberg, född 11 april 1995, är en svensk sprinter specialiserad på 100 m. Han hade svenska juniorrekordet på 10,42. Hans nuvarande personbästa är 10,36s som han noterade vid en tävling i Sundsvall 2018. Under SM i Eskilstuna 2018 sprang han 100m på 10,15w vilket är Eriks snabbaste tid. Hagberg tävlar även på 60 meter, 200 meter och i stafett 4x100 meter. Valspråk: Ett mål, 100 meter, 9,99 sekunder.

## Karriär
När Erik började med friidrotten 2004 spelade han även fotboll, basket och tennis, men 2010 tog han beslutet att satsa helhjärtat på friidrotten. Han studerade på friidrottsgymnasiet på Celsiusskolan i Uppsala och tränades från 2011-2018 av Daniel Andersson. Erik har tränat med och tävlat för Upsala IF från det att han började friidrotta 2004 och han har numera ett helt team (tränare, agent, massör, samt smärtspecialist) som hjälper honom i elitsatsningen. Under 2019 påbörjade han ett samarbete med tränaren Torbjörn Eriksson.
Hagberg togs ut på 100 meter vid junior-EM i Rieti, Italien 2013 och vann sitt försöksheat med personbästat och nya svenska juniorrekordet 10,42 varefter han även gick vidare i semifinalerna. I finalen sprang han in på en 5:e plats med tiden 10,68. Efter att ha tagit studenten 2014, gjorde han sin landslagsdebut i seniorsammanhang då han (tillsammans med Stefan Tärnhuvud, Alexander Brorsson och Tom Kling-Baptiste) sprang 4x100 meter för Sverige på EM i Zürich detta år.
Under inomhussäsongen 2015 blev Erik Nordisk mästare på 60 meter då han satte personligt rekord och svenskt årsbästa med tiden 6,66 s. Senare samma säsong gjorde han sin första individuella start i ett seniormästerskap då han var med på inomhus-EM i Prag. Där lyckades han ta sig till semifinal. Erik slutade inomhussäsongen 2015 som statistiketta i Europa för 20-åringar. Han fick sedan hela utomhussäsongen 2015 och även inomhussäsongen 2016 förstörda av skador, och fick ägna sig åt att bli frisk och träna. Hösten 2015 började Erik studera vid Uppsala universitet.  2016 sprang Erik 10,30w då han blev Nordisk-Baltisk mästare på 100m.
Från hösten 2016 till våren 2018 var Erik borta på grund av skador och men tog sig tillbaka och gjorde sin bästa säsong någonsin då han kvalade till EM i Berlin på 100m och kom tvåa med 1 hundradel på historiens snabbaste SM-final med tiden 10,15w.

## Personliga rekord
| Utomhus - 100 meter – 10,36 (Sundsvall 22 juli 2018) - 100meter - 10,15w (Eskilstuna 24 augusti 2018) - 200 meter – 22,08 (Sollentuna 22 maj 2011) - Kula – 14,06 (Eskilstuna 23 maj 2015) | Inomhus - 60 meter – 6,66 (Barum, Norge 14 februari 2015) - 200 meter – 22,98 (Västerås 29 januari 2011) |

### Fotnoter
1. 1 2 3 4  ”Personsida på European Athletics' webbplats” (på engelska). european-athletics.org. http://www.european-athletics.org/athletes/group=h/athlete=147607-hagberg-erik/index.html. Läst 8 september 2018.
2. ↑  ”Stora SM 2018”. http://www.trackandfield.se/resultat/2018/180824.htm. Läst 5 september 2018.
3. 1 2 3 4 5 6  ”Personsida på IAAF:s webbplats” (på engelska). iaaf.org. https://www.iaaf.org/athletes/sweden/erik-hagberg-266211. Läst 8 september 2018.
4. 1 2  ”JEM19: Rekord: Erik 10.42”. friidrott.se. 18 juli 2013. Arkiverad från originalet den 14 februari 2017. https://web.archive.org/web/20170214003512/http://www.friidrott.se/nyheter.aspx?id=15448. Läst 13 februari 2017.
5. ↑  ”Erik Hagbergs hemsida, hem”. erikhagberg.se. Arkiverad från originalet den 1 juli 2016. https://web.archive.org/web/20160701021524/http://www.erikhagberg.se/. Läst 9 juni 2016.
6. ↑  ”European Athletics U20 Championships - Rieti 2013” (på engelska). european-athletics.org. http://www.european-athletics.org/competitions/european-athletics-u20-championships/history/year=2013/results/index.html. Läst 30 oktober 2017.
7. ↑  ”JEM19: Erik historisk femma”. friidrott.se. 19 juli 2013. Arkiverad från originalet den 7 november 2017. https://web.archive.org/web/20171107030408/http://www.friidrott.se/nyheter.aspx?id=15467. Läst 20 oktober 2017.
8. ↑  Öberg, Herman (3 augusti 2014). ”Hagberg uttagen till EM”. Upsala Nya Tidning. Arkiverad från originalet den 14 september 2014. https://web.archive.org/web/20140914183453/http://www.unt.se/sport/hagberg-uttagen-till-em-3285353.aspx. Läst 14 september 2014.
9. ↑  ”European Athletics Championships - Zürich 2014” (på engelska). european-athletics.org. http://www.european-athletics.org/competitions/european-athletics-championships/history/year=2014/results/index.html. Läst 13 februari 2017.
10. ↑  ”Uttagningar - Seniorer vår/sommar 2014”. friidrott.se. 27 augusti 2014. Arkiverad från originalet den 7 februari 2017. https://web.archive.org/web/20170207061202/http://www.friidrott.se/elit/uttag/uttagning14u.aspx. Läst 13 februari 2017.
11. ↑  ”Erik Hagbergs hemsida, om mig”. erikhagberg.se. Arkiverad från originalet den 28 juni 2016. https://web.archive.org/web/20160628083447/http://www.erikhagberg.se/om-mig/. Läst 9 juni 2016.
12. ↑  ”Erik Hagbergs hemsida, Team Hagberg”. erikhagberg.se. Arkiverad från originalet den 28 juni 2016. https://web.archive.org/web/20160628083510/http://www.erikhagberg.se/team-hagberg/. Läst 9 juni 2016.
13. ↑  Öberg, Herman (14 februari 2015). ”Erik Hagberg bäst i Norden”. Upsala Nya Tidning. Arkiverad från originalet den 2 mars 2016. https://web.archive.org/web/20160302181241/http://www.unt.se/sport/erik-hagberg-bast-i-norden-3598187.aspx. Läst 18 februari 2016.
14. ↑  Öberg, Herman (4 mars 2015). ”Hagberg redo för Europa”. Upsala Nya Tidning. Arkiverad från originalet den 2 mars 2016. https://web.archive.org/web/20160302215112/http://www.unt.se/sport/hagberg-redo-for-europa-3625745.aspx. Läst 18 februari 2016.
15. ↑  ”European Athletics Indoor Championships - Prague 2015” (på engelska). european-athletics.org. http://www.european-athletics.org/competitions/european-athletics-indoor-championships/history/year=2015/results/index.html. Läst 20 augusti 2017.
16. ↑  ”IEM4: Små marginaler på 60”. friidrott.se. 8 mars 2015. Arkiverad från originalet den 20 augusti 2017. https://web.archive.org/web/20170820202536/http://www.friidrott.se/nyheter.aspx?id=17797. Läst 20 augusti 2017.
17. ↑  Fridell, Magnus (18 april 2016). ”Revanschsugen Erik Hagberg siktar mot EM”. friidrott.se. Arkiverad från originalet den 20 augusti 2017. https://web.archive.org/web/20170820202042/http://www.friidrott.se/nyheter.aspx?id=19441. Läst 20 augusti 2017.